# Amédée Bussière
Pour les articles homonymes, voir Bussière et Préfet Bussière.
Amédée Bussière (né le 12 décembre 1886 à Clermont-Ferrand, mort le 18 janvier 1953 à Paris) est un haut fonctionnaire français. Il a été préfet de police de Paris de mai 1942 à août 1944.

## Biographie
Il commence sa carrière dans l'administration préfectorale en 1907 comme sous-chef de cabinet de l'Aveyron puis chef adjoint de cabinet du préfet du Puy-de-Dôme. Il devient chef de cabinet du préfet des Hautes-Alpes. Mobilisé, il s'engage dans l'aviation pendant la Première Guerre mondiale : trois citations, Croix de guerre, Légion d'honneur.
En 1919, il est secrétaire général de la préfecture du Gers puis d'Eure-et-Loir en 1920. Il est nommé sous-préfet à Nogent-le-Rotrou, à Pont-l'Évêque en 1921 puis à Lisieux en 1926. n 1926, directeur de cabinet  de Raymond Poincaré, ministre des Finances, puis chef de cabinet du ministre Henry Chéron en 1928, préfet de la Corse en 1929, du Calvados en 1930, de l'Oise en 1934. Il est directeur général de la Sûreté nationale de mai 1938 à mai 1940 sous le ministère de Marx Dormoy. Il est ensuite préfet de l'Aisne puis du Pas-de-Calais avant d'être nommé préfet de police de Paris par Pierre Laval le 21 mai 1942.
Il participe le 6 juillet 1942 à la réunion préparatoire de la rafle du Vél'd'Hiv. Pendant son mandat il lance une lutte très active contre ceux qu'il nomme « communo-terroristes » : « la lutte à mort est engagée entre l'ordre que vous représentez et les criminels qui cherchent à briser les ressorts de notre pays » (juin 1942). Il est arrêté à la Libération de Paris le 20 août 1944 et incarcéré à la Prison de la Santé. Révoqué le 25 mai 1945, il est jugé en juillet 1946 par la cour de justice de la Seine et condamné à mort. Sa peine est commuée en une peine de travaux forcés à perpétuité. Il est gracié en 1951 et obtient la libération conditionnelle.
Il a été décoré de l'ordre de la Francisque.

## Distinctions
- Ordre de la Francisque